# Новозыбков
Новозы́бков — город в Брянской области России, административный центр Новозыбковского района (как город областного значения не входит в район) и Новозыбковского городского округа (входит в округ; до июня 2019 года образовывал отдельное муниципальное образование город Новозыбков со статусом городского округа).

## Расположение
Расположен в 182 километрах западнее Брянска по прямой (в 199 километрах по автомобильной дороге).

## История

### Слобода Зыбкая
Впервые упоминается как слобода Зыбкая в универсале стародубского полковника Михаила Миклашевского от 12 сентября 1701 года. Основную часть жителей слободы Зыбкой составили старообрядцы, переселившиеся из центральных областей страны. На протяжении истории города старообрядцы играли заметную роль в жизни и развитии города Новозыбкова. Основной деятельностью жителей в XVII — первой половине XVIII века являлись производство канатов, ремесленное производство, ювелирное дело. В 1708—1709 годах горожане совместно с населением окрестных поселений и городов участвовали в отражении нашествия шведских войск. С 1781 года поселение вошло в Новоместский уезд.

### Уездный город
В 1808 году Зыбкая становится центром Новозыбковского уезда, рядом со слободой возникают и развиваются другие поселения.
Указом российского императора от 30 января 1809 года в слободе Зыбкой учреждается поветовый город в составе Черниговской губернии, именуемый «Ново-Зыбкой».
Во время Отечественной войны 1812 года был сформирован Новозыбковский отряд Черниговского ополчения численностью около 2000 человек, который участвовал в сражениях в составе Брянско-Черниговского ополчения, корпусов С. Л. Ратта, М. Б. Барклая-де-Толли. В 1822 году в городе появилось уездное училище.
В 1864 году в городе появляется первая спичечная фабрика, в дальнейшем число фабрик и заводов этого профиля в городе и его окрестностях достигло десятка, а производство спичек составляло примерно 250—300 миллионов коробков в год. В 1876 году Новозыбков и Клинцы связала телеграфная линия. В 1879 году была основана земская публичная библиотека. Усилиями общественности и частных лиц были созданы такие учебные заведения, как реальное училище (1875), женская гимназия (1880), сельскохозяйственное техническое училище (1900). В 1887 году в городе появляется железнодорожная станция на линии, связавшей Новозыбков с Брянском, Гомелем, Новгородом-Северским.
К началу 1900-х годов Новозыбков стал крупнейшим в стране производителем спичек. Число промышленных предприятий неуклонно увеличивалось.
Одним из условий Компьенского перемирия между Антантой и Германией от 11 ноября 1918 года являлся отказ Германии от всех условий Брест-Литовского и Бухарестского мирных договоров.
13 ноября, на фоне революционных событий в Германии, Брестский мир был аннулирован решением советского ВЦИК. Вскоре после этого начался отвод германских войск с занятых территорий бывшей Российской империи.
В начале декабря 1918 года Суражский исполком выделил своего представителя Тита Михайловича Коржикова и других товарищей и направил их в Унечу в помощь Богунскому полку для участия в освобождении Клинцов от немецких оккупантов. Богунский полк под командованием Н. А. Щорса 13 декабря 1918 года освободил город Клинцы, 25 декабря — Новозыбков, а затем и все остальные населённые пункты западные части Брянского края.
В 1919 году Новозыбков вошёл в состав Гомельской губернии РСФСР.

### Районный центр
В 1926 году город Новозыбков передан Брянской губернии РСФСР. В 1930 году был создан агропединститут, на базе которого в 1934 году был создан Новозыбковский государственный педагогический институт. 25 августа 1941 года город был оккупирован немецкими войсками. Освобождён частями Красной армии 25 сентября 1943 года. 20 декабря 1944 года Новозыбков отнесён к городам областного подчинения.
С 1963 по 2002 годы в Новозыбкове находился духовно-административный центр Русской древлеправославной церкви — архиепископия древлеправославных церквей, которая в 2002 году перенесена в Москву и преобразована в патриархию.
К 1968 году население города достигло 30 тысяч человек, а к 1989 году — 45 тысяч.
26 апреля 1986 года Новозыбковский и соседний с ним Красногорский район Брянской области были загрязнены радиоактивными осадками в результате аварии на Чернобыльской АЭС. Зона, не пригодная для проживания людей (более 40 кюри/км²), начинается в одном километре к западу от черты города. Согласно Постановлению Правительства Российской Федерации № 1074, в настоящее время часть Новозыбковского района и города Новозыбкова имеет статус «Зона проживания с правом на отселение», небольшая часть района имеет статус «Зона отселения».

## Климат
Преобладает умеренно континентальный климат. Июль — самый тёплый месяц в году со средней температурой +18,6 °С. Январь самый холодный месяц в году со средней температурой −7,4 °С.
Среднегодовое количество осадков — 525 мм.

## Население
| 1856    | 1859    | 1897    | 1917    | 1920    | 1926    | 1931    | 1939    | 1959    | 1967    | 1970    |
| ------- | ------- | ------- | ------- | ------- | ------- | ------- | ------- | ------- | ------- | ------- |
| 7200    | ↗8900   | ↗15 362 | ↗22 800 | ↘14 200 | ↗19 900 | ↘18 300 | ↗24 485 | ↗25 852 | ↗31 000 | ↗34 433 |
| 1979    | 1989    | 1992    | 1996    | 1998    | 2000    | 2001    | 2002    | 2003    | 2005    | 2006    |
| ↗41 226 | ↗44 854 | ↘42 400 | ↗43 300 | →43 300 | ↗43 600 | ↗43 700 | ↘43 038 | ↘43 000 | ↘42 700 | ↘42 500 |
| 2007    | 2008    | 2009    | 2010    | 2011    | 2012    | 2013    | 2014    | 2015    | 2016    | 2017    |
| ↘42 300 | ↘42 200 | ↘41 932 | ↘40 553 | ↗40 579 | ↗40 637 | ↘40 499 | ↗40 773 | ↘40 765 | ↘40 632 | ↘40 476 |
| 2018    | 2019    | 2020    | 2021    |         |         |         |         |         |         |         |
| ↘40 107 | ↘39 725 | ↘39 510 | ↘38 680 |         |         |         |         |         |         |         |

На 1 января 2025 года по численности населения город находился на 397-м месте из 1124 городов Российской Федерации. Третий (после Брянска (372 123) и Клинцов (63 059)) город области по численности населения.
Национальный состав
По итогам переписи населения 2020 года проживали следующие национальности (национальности менее 0,1 % и другое, см. в сноске к строке «Другие»):
| Национальность | Численность, чел. | Доля     |
| -------------- | ----------------- | -------- |
| Русские        | 31 302            | 80,93 %  |
| Украинцы       | 225               | 0,58 %   |
| Белорусы       | 172               | 0,44 %   |
| Армяне         | 97                | 0,25 %   |
| Азербайджанцы  | 70                | 0,18 %   |
| Другие         | 6814              | 17,62 %  |
| Итого          | 38 680            | 100,00 % |

## Образование, культура и спорт
Учебные заведения представлены школами, учреждениями среднего профессионального образования, музыкальной школой, профессионально-педагогическим колледжем, медицинским колледжем, промышленным техникумом, филиалом Брянского государственного университета имени академика И. Г. Петровского, сельскохозяйственным техникумом, техникумом управления и бизнеса.
В городе работают Народный театра Новозыбкова и другие театральные коллективы. В Новозыбкове проходят художественные выставки, концерты областных музыкальных коллективов, работают несколько литературных объединений.
Местный футбольный клуб «Новозыбков» выступает на стадионе «Труд» в чемпионате Брянской области. Обладатель кубка Брянской области по футболу 1967 года.
В 2021 году в Новозыбкове открылся ФОК «Ледовый дворец».

## Основные достопримечательности

### Храмы
- Никольско-Рождественская церковь (ул. Набережная, 41) — построена в 1774—1782 годах.
- Спасо-Преображенский собор (ул. Первомайская, 7) — построен в 1911—1914 годах[32].
- Троицкая церковь (ул. Комсомольская, 31) — построена в 1907—1914 годах[32].
- Чудо-Михайловский собор (Красная площадь, 13) — построен в 1867—1898 годах[32].
- Церковь Рождества Пресвятой Богородицы (ул. Дыбенко, 178) — построена в 1754 году[32].

Недействующие
- Церковь Сергия Радонежского при реальном училище — бывшая домовая церковь. Используется как актовый зал педагогического колледжа.
- Преображенская церковь — построена в 1789—1795 годах. Перестроена, используется государственным учреждением.
- Здание «Брянскторгтехника» — ранее храм. Посвящение достоверно не установлено.

Разрушенные
- Вонифатьевская церковь — построена в 1896 году. Взорвана в 1932 году. Действует часовня, восстановленная в 2003 году.
- Церковь Покрова Пресвятой Богородицы — построена не позднее 1903 года. Разрушена в 1930-е годы.
- Присекинская церковь — построена в 1903 году. Закрыта в 1924 году. Впоследствии здание было снесено.
- Церковь Рождества Пресвятой Богородицы (Петуховская) — построена купцом Петуховым в 1913 году. Сгорела.

### Памятники архитектуры
- Здание банка (ул. Коммунистическая, 33) — памятник регионального значения. Здание построено в 1902 году, ранее в нём располагалось отделение Орловского коммерческого банка[32].
- Дом Певзнера (ул. Ленина, 1) — здание построено в начале XX века рядом с центральной площадью предпринимателем Борисом Певзнером и является «визитной карточкой» города[32].
- Дом Осипова (ул. Коммунистическая, 70) — особняк владельца спичечных фабрик предпринимателя Б. Ф. Осипова, построен в 1898 году[34]. В 1919 году особняк был конфискован и передан уездному отделу народного образования под педагогическое отделение политехникума[34]. С 1925 года в здании размещалась начальная школа имени К. Маркса[34]. В годы немецкой оккупации в особняке располагалась оккупационная комендатура[34]. После окончания Великой Отечественной войны в здании стала функционировать школа № 3[34]. В 1990-е годы здание было признано аварийным, школа переехала в новое здание[34]. Особняк долгое время пустовал и лишь в 2007 году он был продан туристическому агентству[34]. С 2015 года в здании идёт реставрация[34]. У особняка имеется собственный сайт Архивная копия от 4 мая 2019 на Wayback Machine.
- Здание спичечной фабрики «М. Волков и сыновья» (ул. Ломоносова, 1)[32].
- Бывшее здание дворянского собрания (ул. Ленина, 13) — построено в конце XIX века, в настоящее время его занимают кружковые объединения Городского дома культуры[32].
- Дом Абросимовых (ул. Ленина, 12) — деревянный дом, построенный в 1896 году; в настоящее время в нём размещается городская типография[32].
- Дома Шведова (ул. Ленина, 3—5) — несколько домов, построенных промышленником и предпринимателем Шведовым[32].

### Музеи
- Краеведческий музей (ул. Ленина, 78)
- Картинная галерея Михаила Нехайчика (ул. Коммунистическая, 41)
- Выставочный зал Центральной городской библиотеки (ул. Набережная, 19)

### Монументы
В городе установлены памятники В. И. Ленину, воинам 307-й стрелковой дивизии, П. Е. Дыбенко, Неизвестному солдату, гипсовые скульптуры З. Космодемьянской, М. В. Ломоносова, памятный знак Р. Е. Алексееву. Также в городе установлены многочисленные памятники технике: паровоз, самолёт, танк, автомобиль и пушка. На Набережной находятся 3 памятника: «Скорбящая мать», арка с историческими барельефами напротив Никольско-Рождественского храма, а также скульптурная композиция «Явление Одигитрии», которая иллюстрирует легенду об основании города. В 2016 году открыт Мемориал в память о жертвах Холокоста. В новозыбковском лесу также установлен памятник погибшим венгерским солдатам умершим в лагере для военнопленных после Великой Отечественной Войны.

## Производства
В Новозыбкове находятся 2 крупные швейные фабрики «Весна»и «Новозыбковская швейная фабрика».На окраинах города по улице Рошаля находится Новозыбковский машиностроительный завод «Индуктор» который выпускает индукционные плавильные печи.

## Известные уроженцы
- Родившиеся в Новозыбкове

## Транспорт
Одноимённая железнодорожная станция соединяет город с Брянском, Клинцами, Гомелем.
С автовокзала города автобусы ходят в Москву, Гомель, Брянск, Орёл, Климово, Клинцы, Курск.

## СМИ
- Газета «Маяк» и сетевое издание «Маяк32»[39][40]
- Сетевое издание «Н-ВЕСТИ»[41][42]

Ранее в городе осуществлялось вещание радиопрограмм «Н-ВЕСТИ», «Новозыбков», «Новозыбковский маяк», телепрограмм «Новозыбковъ» и «Н-ВЕСТИ», радиостанции «НВ-FM», телеканала «Новозыбков».
Выходили газеты «Новозыбковские вести», «Вечерний Новозыбков».

## Пенитенциарное учреждение
В настоящее время в городе функционирует следственный изолятор № 2 УФСИН России по Брянской области. Расположено учреждение по соседству с Чудо-Михайловской церковью на Красной площади.
Учреждение было организовано в 1840 году, когда император Николай I для содержания беглых каторжников основал Новозыбковский острог, который с 1943 года становится мужской тюрьмой, а в 1974 году стал специализироваться на содержании женщин-рецидивисток и осуждённых за преступления в женских ИУ. В эти годы здесь находились до 300 лиц женского пола. Основным было швейное производство: шили рукавицы для строительных работ.
По приказу Министерства внутренних дел в 1995 году женская колония была преобразована в следственный изолятор № 2.
По состоянию на 2024 год на территории изолятора содержатся 450 человек (с учётом зачисленных в отряд по хозяйственной части).